# ミツバウツギ
ミツバウツギ（三葉空木・三つ葉空木・省沽油、学名: Staphylea bumalda）は、ミツバウツギ科ミツバウツギ属の落葉低木。山地の沢沿いなどに生える。若葉はゆでて山菜として食用にされる。

## 名称
和名「ミツバウツギ」の由来は、小葉が3枚ある複葉で、ウツギに似た白い花をつけることから名付けられている。別名で、コメゴメ、コメウツギ、コメノキ、ハシウツギなどがある。関東地方や東北地方の地方名で「ハシギ」「ハシノキ」ともよばれており、かつて箸に利用されたことによる。中国植物名は「省沽油」。

## 分布・生育地
日本の北海道・本州・四国・九州・沖縄に分布するほか、朝鮮半島、中国の東アジア一帯に分布する。平地から山地、特に低山帯に多く分布する。原野、川の縁、やぶなどの山地寄り、山麓の山林の樹木下でよく見られ、雑木に混ざって生える。適度に湿った土地では、日当たりのよい場所にも生える。
同属は北半球の温帯に10種ほど分布する。

## 形態・生態
落葉広葉樹の低木で、高さ2 - 5メートル (m) になる。樹皮は灰褐色で縦の筋が入る。細くて長い灰褐色の枝がたくさん出て、茎はウツギと同様に中空となる。枝の元には枯れた小枝が何本も残っている。一年枝は褐色や紫褐色で、無毛で皮目がある。葉は小葉が3枚ずつつく3出複葉で、枝の節ごとに長い葉柄を持って対生する。小葉は先が尖った卵形から長卵状楕円形で、葉縁に細かな鋸歯がある。
花期は初夏（5 - 6月ごろ）。花は枝先に円錐花序をなして、筒型の白い花が穂状になって、垂れ下がるように咲させる。花は水平に完全には開くことはなく半開きの状態であるが、花弁・がく（各5枚）とも白く、よく目立つ。果実は偏平で先の尖った軍配のような形をした蒴果で、シワがあり、二股の風船のような形に例えられる。秋に熟して、先端は2 - 3裂する。冬でも果実が枯れ姿で枝に残っていることもある。
冬芽は広卵形や半球形の鱗芽で無毛、芽鱗は栗褐色で2枚つく。枝先に仮頂芽が2個つき、側芽が枝に対生する。葉痕部分は膨らんでいて目立つ。葉痕は半円形で、維管束痕は3 - 9個つく。

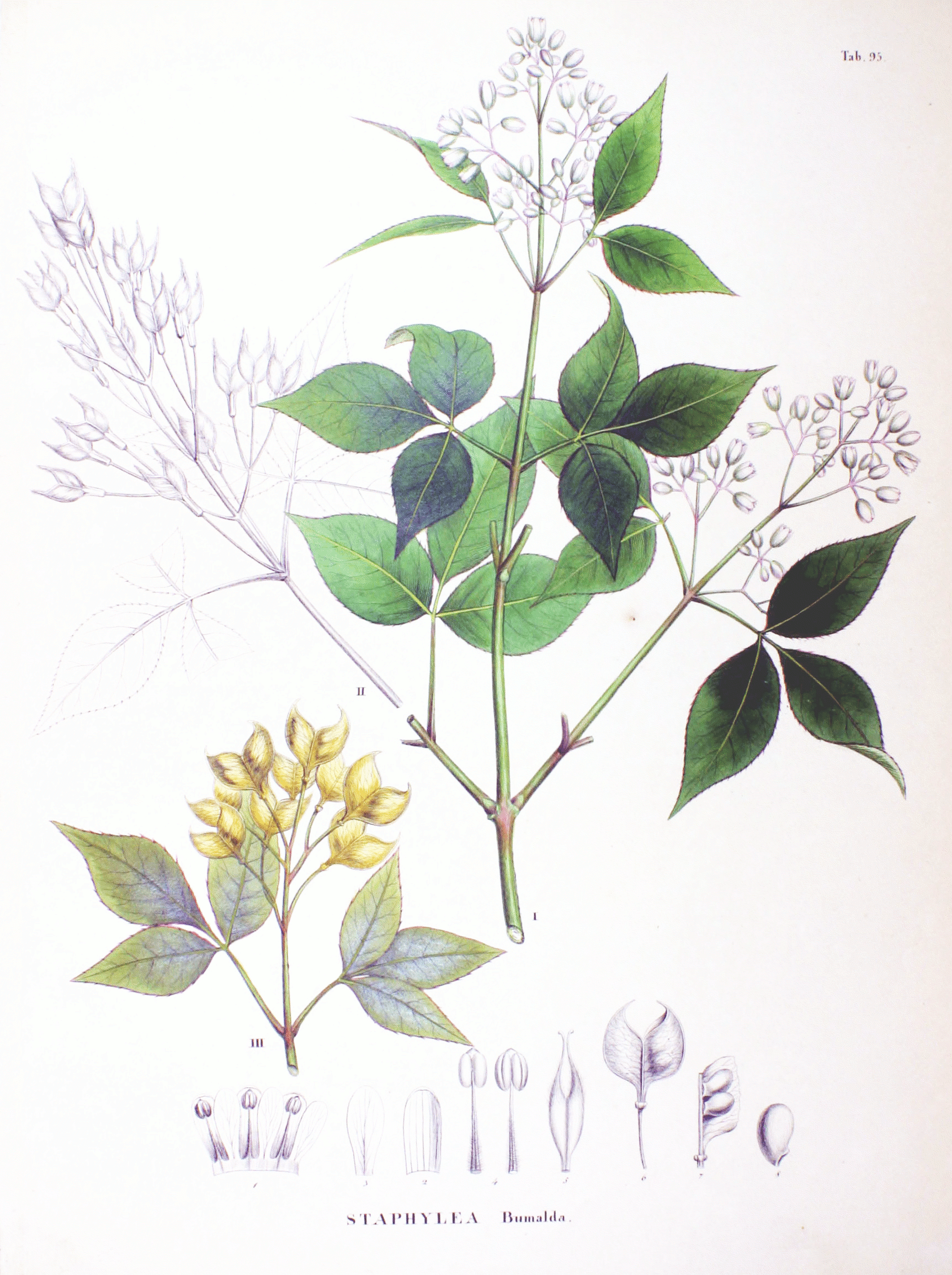
スケッチ
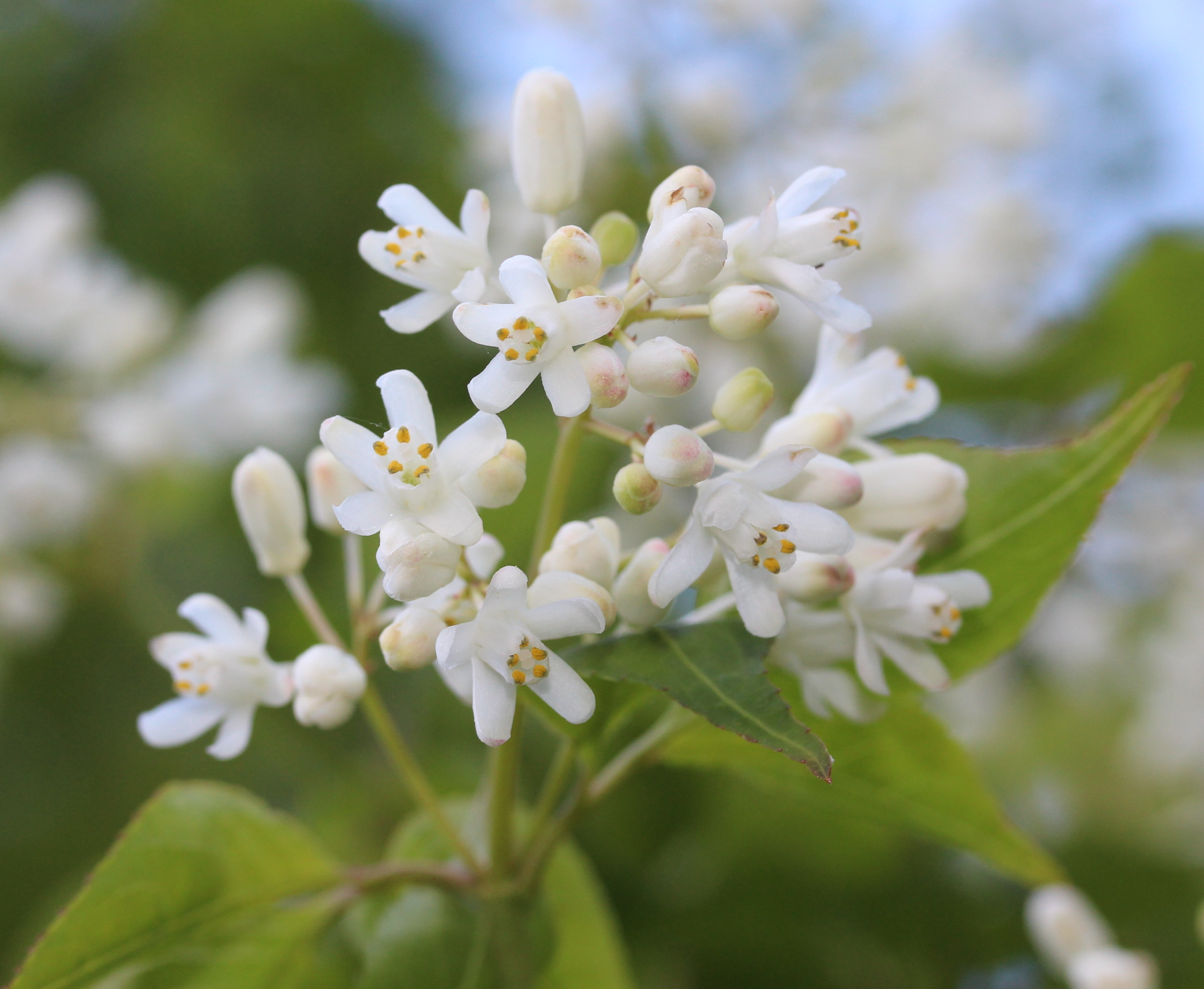
花と蕾

## 利用
新芽や若葉、蕾は食用になる。採取時期は、関東地方以西など暖地が4 - 6月ごろ、東北地方以北など寒冷地が5 - 6月ごろとされ、伸び始めた新芽を摘み取る。梅雨入りするころにはアブラムシが発生して、食用には適さないという。若芽は茹でて水にさらし、おひたし、ごま・酢味噌などの和え物、煮物、炒め物、煮びたしにする。また生で天ぷら、汁の実、油炒めにしたり、細かく刻んで炊き上がった米飯に混ぜて蒸らし、混ぜご飯（菜飯）にもできる。蕾はさっと茹でて、三杯酢、寒天寄せ、すまし汁の浮き実にする。食味は、柔らかい葉にはアクやクセがなく上品な味わいで、老若を問わず好まれると評されている。
かつては、材から箸や櫛、木釘に利用された。